# تلمبه لوت‌آباد
تلمبه لوت‌آباد یک منطقهٔ مسکونی در ایران است که در بخش مرکزی شهرستان بم واقع شده‌است.